# Enallagma clausum
Enallagma clausum là một loài chuồn chuồn kim trong họ Coenagrionidae.
Enallagma clausum is in 1895 voor het eerst wetenschappelijk beschreven door Morse.